# Друж, Лиз
Лиз Друж (швед. Lise Drougge, полное имя Lise Emma Margareta Drougge, урождённая Dencker; 1 декабря 1919, Ландскруна, Мальмёхус — 12 августа 2022) — шведская писательница и художница, кандидат наук (Ph.D.) в области физической химии.

## Биография
Родилась  1 декабря 1919 года в городе Ландскруна.
В 1938 году окончила школу в Хельсингборге, там же в 1956 году окончила Folkeskole. В 1965 году Лиз стала магистром философии в Университете Лунда, а в 1987 году защитила кандидатскую диссертацию по физической химии. С 1957 по 1970 год работала преподавателем математики и химии в школе Nicolaiskolan в Хельсингборге, в стокгольмской школе Franska skolan, в муниципальной школе для девочек в Бромме; в 1970—1971 годах работала в Стокгольмской школе образования; в 1971—1985 годах — в педагогическом колледже в Мальмё.

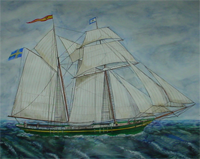
Одна из акварельных работ

В 1944–1946 годах Лиз Друж обучалась в Мальмё в школе живописи Skånska målarskolan. Участвовала в студенческой выставке в 1946 году, затем выставлялась в Хельсингборге, Сундбюберге, Спонге и Хёре. Провела персональные выставки в Kulturhuset Anders в Хёре в 1997 году, в библиотеке Väster в Лунде в 1998 году, в Выставочном зале в Юнгбю 2009 году и в Культурном центре в Сундбюберге в 2010 году. Написала более ста работ маслом и более двадцати рисунков карандашом и акварелью.
Была замужем за учёным, членом Королевской инженерной академии наук Георгом Дружем (1916—1999), имела троих детей.
В её честь в 2013 году назван один из залов городской библиотеки Сундбюберга.
Скончалась 12 августа 2022 года.

## Литературная деятельность
Публиковаться начала в 1950-х годах: дебютировала в 1951 году в литературном журнале All världens berättare с рассказом «Kaleidoskop», затем печаталась в шведском еженедельнике для семьи Idun. В 1954 году за роман «Så glad» получила литературную премию Svenska Dagbladet.
Кроме романов, новелл и рассказов, Лиз Друж написала много произведений других жанров: более тридцати пьес, включая детские, а также детские мюзиклы. Вместе с писательницей Лилиан Гольдберг (Lilian Goldberg) в 1992 году основала театр  Teater Vanessa в городе Лунд, где они ставят свои пьесы. С 1994 года Лиз Друж руководит этим театром. В течение девяти лет Teater Vanessa участвовал в программе «Ночи культуры» в Лунде (этот фестиваль проходит во многих городах Швеции), показав следующие спектакли:
- 1993 год — Dido år 2000,
- 1994 год — Robinson Crusoe,
- 1995 год — Audition för Shakespeare,
- 1996 год — Hycklaren,
- 1997 год — En midsommardröm  и Planen Herkules,
- 1998 год — Epsilon и Planen Herkules,
- 1999 год — Darling Ofelia,
- 2000 год — Kungens döttrar и King Lear,
- 2001 год — Presenten, Spela sjuan, Passion i Venedig и Othello.